# Stolen Summer – Der letzte Sommer
Stolen Summer – Der letzte Sommer (Originaltitel: Stolen Summer) ist ein 2002 erschienenes US-amerikanisches Filmdrama von Pete Jones. Die Produktion übernahmen Matt Damon, Ben Affleck und Chris Moore.

## Handlung
Der Film spielt in den 1970ern in Chicago. Der 8-jährige Pete O’Malley, ein strenggläubiger katholischer Junge, freundet sich mit dem Juden Danny Jacobsen an. Pete versucht, den schwer kranken Danny zum Katholizismus zu konvertieren, da er glaubt, dies sei die einzige Möglichkeit, wie Danny in den Himmel kommen kann. Auch Pete selbst fürchtet, in der Hölle zu landen, sollte es ihm nicht gelingen, Danny zu konvertieren. Im freundlichen Vater von Danny, dem Rabbiner Jacobsen, findet Pete einen Ansprechpartner.

## Hintergrund
Der Film ist das erste Projekt von Project Greenlight, einem Filmwettbewerb von Matt Damon und Ben Affleck. Mehr als 7000 Drehbücher wurden in der ersten Staffel des Wettbewerbs eingereicht. Der Teilnehmer Pete Jones gewann mit seinem Drehbuch zu Stolen Summer und erhielt als Sieger die finanziellen Mittel vom Sponsor Miramax, um seinen Film verwirklichen zu lassen. Gedreht wurde im Sommer 2001 in Jones’ Heimatort Chicago, wo der Film selbst auch spielt. Die Produktion übernahmen Damon, Affleck und Chris Moore.
Der Film hatte ein Budget von ca. 1,8 Millionen US-Dollar und konnte an den Kinokassen mit Einspielergebnissen von ca. 130.000 USD nicht überzeugen.